# Wilfrid Fox Napier
Wilfrid Fox Napier, O.F.M. (Swartberg, 8 de março de 1941) é um cardeal da Igreja Católica sul-africano, arcebispo de Durban.

## Biografia
Nasceu na montanha de Swartberg, no Karoo, numa família de sete filhos, cinco meninos e duas meninas. Entrou para a Ordem dos Frades Menores na Irlanda, em 1960, onde estudou no Noviciado Franciscano de Killarney. Obteve o bacharelado em letras na Universidade de Galway e o bacharelado em filosofia e teologia e o mestrado em artes na Universidade Católica de Leuven, na Bélgica.
Em 25 de julho de 1970 foi ordenado padre na Catedral de São Patrício de Kokstad, por John Evangelist McBride, O.F.M., bispo de Kokstad. Trabalhou na paróquia de Lusikisiki (1971-1973) e na freguesia de Tabankulu (1973-1978). Aprendeu várias línguas africanas da sua área. Foi nomeado administrador apostólico da diocese de Kokstad em 15 de maio de 1978.
Foi eleito bispo de Kokstad em 29 de novembro de 1980, sendo consagrado em 28 de fevereiro de 1981, na Catedral de São Patrício de Kokstad, por Denis Eugene Hurley, O.M.I., arcebispo de Durban, assistido por Dominic Khumalo, O.M.I., bispo-auxiliar de Durban, e por Andrew Zolile Brook, bispo de Umtata.
Em 1987, foi eleito presidente da Conferência dos Bispos Católicos da África Austral (SACBC), cargo que exerceu até 1994. Durante seu mandato, a África do Sul aboliu o apartheid e elegeu seus primeiro presidente negro, Nelson Mandela. Defensor franco dos direitos humanos, foi nomeado membro do Conselho da Secretaria do Sínodo dos Bispos. Em 29 de maio de 1992, foi promovido a arcebispo metropolitano de Durban. Em 1994, foi nomeado administrador apostólico sede vacante et ad nutum Sanctæ Sedis da diocese de Umzimkulu. Foi novamente eleito presidente da Conferência dos Bispos Católicos da África Austral, cargo exercido entre 2000 e 2008.
Em 28 de janeiro de 2001, foi anunciada a sua criação como cardeal pelo Papa João Paulo II, no Consistório de 21 de fevereiro, em que recebeu o barrete vermelho e o título de cardeal-presbítero de San Francesco d’Assisi ad Acilia. Foi nomeado membro do Conselho de Cardeais para o Estudo dos Problemas Organizativos e Econômicos da Santa Sé, em 3 de fevereiro de 2007, pelo Papa Bento XVI. Foi nomeado membro do Conselho para a Economia, pelo Papa Francisco, em 8 de março de 2014, participando até 6 de agosto de 2020.
Atualmente é membro das seguintes congregações: para a Evangelização dos Povos e para os Institutos de Vida Consagrada e Sociedades de Vida Apostólica.

## Conclaves
- Conclave de 2005 - participou da eleição de Joseph Ratzinger como Papa Bento XVI.
- Conclave de 2013 - participou da eleição de Jorge Mario Bergoglio como Papa Francisco.